# 2000 GN2
2000 GN2 är en asteroid i huvudbältet som upptäcktes den 5 april 2000 av den amerikanske astronomen Tom Stafford vid Zeno-observatoriet.
Asteroiden har en diameter på ungefär 3 kilometer och den tillhör asteroidgruppen Vesta.